# Adonisea tenuescens
Adonisea tenuescens är en fjärilsart som beskrevs av Augustus Radcliffe Grote 1883. Adonisea tenuescens ingår i släktet Adonisea och familjen nattflyn. Inga underarter finns listade i Catalogue of Life.